# Тугурский полуостров
Тугурский полуо́стров — полуостровов в Хабаровском крае России.
Тугурский полуостров находится на западном побережье Охотского моря (в Шантарском море) и разделяет Тугурский залив (на западе) и заливы Ульбанский и Академии (на востоке). В восточной части полуострова находится залив Константина, в южной бухта Круглая, в северной бухта Ангандя. Состоит из двух частей, разделённых узким перешейком. На полуострове находится мыс Линдгольма (Сенека) (самая северная точка полуострова). Также на полуострове находится мысы Отвесный, Берсеньева, Носорог, Острый и Крайний (западнее мыса Линдгольма) и мысы Ингакан, Борикаган, Укурунру, Заржецкого и Гранитный (восточнее мыса Линдгольма). На полуострове много рек, крупнейшие из которых: Эльганде, Биранджа и Укурунру.
Рельеф полуострова преимущественно горный. Хребты: Укурунру, Гугда, Эльгикан. Высочайшая точка 931 м (гора Талим). Восточный берег преимущественно крутой, обрывистый, западный — пологий, болотистый. В море близ полуострова встречаются подводные и надводные камни. Растительность таёжная, преимущественно из даурской лиственницы.
Рядом с полуостровом глубины моря до 30 м. На северном побережье проливом Линдгольма отделён от Шантарских островов.
На полуострове ранее располагался населённый пункт Перешеек, в настоящее время нежилой.